# Ruanda a 2016. évi nyári olimpiai játékokon
Ruanda a brazíliai Rio de Janeiróban megrendezett 2016. évi nyári olimpiai játékok egyik részt vevő nemzete volt. Az országot az olimpián 3 sportágban 7 sportoló képviselte, akik érmet nem szereztek.

## Atlétika
Férfi
| Versenyző          | Versenyszám | Döntő   | Döntő    |
| Versenyző          | Versenyszám | Idő     | Helyezés |
| ------------------ | ----------- | ------- | -------- |
| Ambroise Uwiragiye | Maraton     | 2:25:57 | 99.      |

Női
| Versenyző             | Versenyszám | Döntő    | Döntő    |
| Versenyző             | Versenyszám | Idő      | Helyezés |
| --------------------- | ----------- | -------- | -------- |
| Salome Nyirarukundo   | 10 000 m    | 32:07,80 | 27.      |
| Claudette Mukasakindi | Maraton     | 3:05:57  | 126.     |

## Kerékpározás

### Hegyi-kerékpározás
| Versenyző         | Versenyszám        | Idő        | Helyezés |
| ----------------- | ------------------ | ---------- | -------- |
| Nathan Byukusenge | Férfi terepverseny | lekörözték | 41.      |

### Országúti kerékpározás
Férfi
| Versenyző         | Versenyszám   | Idő           | Helyezés      |
| ----------------- | ------------- | ------------- | ------------- |
| Adrien Niyonshuti | Mezőnyverseny | nem ért célba | nem ért célba |

## Úszás
Férfi
| Versenyző        | Versenyszám | Előfutam | Előfutam | Előfutam | Elődöntő | Elődöntő | Elődöntő | Döntő   | Döntő    |
| Versenyző        | Versenyszám | Idő      | Hely.    | Össz.    | Idő      | Hely.    | Össz.    | Idő     | Helyezés |
| ---------------- | ----------- | -------- | -------- | -------- | -------- | -------- | -------- | ------- | -------- |
| Eloi Imaniraguha | 50 m gyors  | 26,43    | 8.       | 68.      | kiesett  | kiesett  | kiesett  | kiesett | kiesett  |

Női
| Versenyző        | Versenyszám    | Előfutam | Előfutam | Előfutam | Elődöntő | Elődöntő | Elődöntő | Döntő   | Döntő    |
| Versenyző        | Versenyszám    | Idő      | Hely.    | Össz.    | Idő      | Hely.    | Össz.    | Idő     | Helyezés |
| ---------------- | -------------- | -------- | -------- | -------- | -------- | -------- | -------- | ------- | -------- |
| Johanna Umurungi | 100 m pillangó | 1:11,92  | 4.       | 44.      | kiesett  | kiesett  | kiesett  | kiesett | kiesett  |